# Dendrochirus brachypterus
Dendrochirus brachypterus és una espècie de peix pertanyent a la família dels escorpènids.

## Descripció
- Fa 17 cm de llargària màxima.
- Cos vermellós.[3][4]

## Alimentació
Menja crustacis petits.

## Hàbitat
És un peix marí, associat als esculls de corall i de clima tropical (32°N-32°S) que viu entre 0-68 m de fondària.

## Distribució geogràfica
Es troba des del mar Roig i l'Àfrica oriental fins a Samoa, Tonga, el sud del Japó, l'illa de Lord Howe, les illes Mariannes, el mar d'Arafura i Austràlia.

## Costums
És nocturn.

## Observacions
És verinós per als humans.